# Clube Da Esquina
Az 1972-es Clube Da Esquina Milton Nascimento és Lô Borges nagylemeze. A lemez ötvözi a progresszív rock, a bossa nova, a jazz, a brazil zene és a komolyzene sajátosságait. Szerepel az 1001 lemez, amit hallanod kell, mielőtt meghalsz című könyvben.

## Az album dalai
|     | Cím                              | Szerző(k)                         | Hossz |
| --- | -------------------------------- | --------------------------------- | ----- |
| 1.  | Tudo Que Você Podia Ser          | Lô Borges, Márcio Borges          | 2:53  |
| 2.  | Cais                             | Ronaldo Bastos, Milton Nascimento | 2:42  |
| 3.  | O Trem Azul (The Blue Train)     | Bastos, Lô Borges                 | 4:02  |
| 4.  | Saídas E Bandeiras No. 1         | Fernando Brant, Nascimento        | 0:43  |
| 5.  | Nuvem Cigana (Gipsy Cloud)       | Bastos, Lô Borges                 | 2:56  |
| 6.  | Cravo É Canela                   | Bastos, Nascimento                | 2:28  |
| 7.  | Dos Cruces                       | Carmelo Larrea                    | 5:18  |
| 8.  | Um Girassol da Cor de Seu Cabelo | Lô Borges, M. Borges              | 4:09  |
| 9.  | San Vicente                      | Brant, Nascimento                 | 2:44  |
| 10. | Estrelas                         | Lô Borges, M. Borges              | 0:27  |
| 11. | Clube da Esquina, No. 2          | Lô Borges, M. Borges, Nascimento  | 3:36  |
| 12. | Paisagem da Janela               | Lô Borges, Brant                  | 2:55  |
| 13. | Me Deixa Em Paz                  | Ayrton Amorin, Menezes            | 3:01  |
| 14. | Os Povos                         | M. Borges, Nascimento             | 4:27  |
| 15. | Saídas E Bandeiras No. 2         | Brant, Nascimento                 | 1:27  |
| 16. | Um Gosto de Sol                  | Bastos, Nascimento                | 4:17  |
| 17. | Pelo Amor de Deus                | Brant, Nascimento                 | 2:02  |
| 18. | Lilia                            | Nascimento                        | 2:30  |
| 19. | Trem de Doido                    | Lô Borges, M. Borges              | 3:56  |
| 20. | Nada Será Como Antes             | Bastos, Nascimento                | 3:20  |
| 21. | Ao Que Vai Nascer                | Brant, Nascimento                 | 3:20  |

## Közreműködők
- Luís Alves – nagybőgő, caxixi
- Nelson Ângelo – gitár, ütőhangszerek, zongora, surdo
- Lô Borges – gitár, ütőhangszerek, brácsa, ének, háttérvokál
- Paulinho Braga – ütőhangszerek
- Alaide Costa – ének
- Deodato – hangszerelés
- Luiz Gonzaga – háttérvokál
- Beto Guedes – basszusgitár, carrilhao, brácsa, ének, háttérvokál
- Toninho Horta – gitár, ütőhangszerek, háttérvokál
- Milton Nascimento – gitár, zongora, brácsa, ének
- Rubinho – tumbadora
- Robertinho Silva – dob, ütőhangszerek
- Tavito – gitár, brácsa, ének
- Wagner Tiso – orgona, zongora, elektromos zongora